# Emmanuel Barthélemy
Emmanuel Barthélemy (Sceaux, 1823 – Newgate, 22 januari 1855) was een Franse arbeider en revolutionair. Tijdens de Julimonarchie was hij lid van geheime blanquistische genootschappen en in 1848 nam hij deel aan het Juni-oproer in Parijs. Hij kreeg hiervoor levenslange dwangarbeid, maar wist te ontsnappen naar Londen. Daar vocht hij een pistoolduel uit met een andere Franse balling, Frédéric Cournet. Zijn tegenstander raakte dodelijk gewond – de laatste dueldode op Britse bodem – en Barthélemy werd veroordeeld tot enkele maanden gevangenis. Na zijn vrijlating doodde hij in 1852 twee Engelse mannen. Deze keer werd hij schuldig bevonden aan moord en opgehangen.

## Leven
Barthélemy groeide op in de rand van Parijs. Hij had revolutionaire neigingen en nam in 1839 deel aan de poging tot staatsgreep van de Société des saisons, geleid door Louis Auguste Blanqui en Armand Barbès. Daarbij schoot hij een politieagent neer, die volgens sommige bronnen het leven liet. De dader kreeg levenslange dwangarbeid, maar kwam in 1847 vrij door de algemene amnestie. Het jaar daarop nam hij deel aan het Juni-oproer in Parijs: vier dagen lang vocht de Parijse arbeidersklasse tegen de regeringstroepen. Barthélemy voerde het bevel over de barricade in de Rue de la Grange-aux-Belles, tot deze werd genomen door troepen onder bevel van generaal Lamoricière. Opnieuw werd Barthélemy veroordeeld tot levenslange dwangarbeid, maar twee dagen na het vonnis van de Krijgsraad wist hij te ontsnappen uit de Conciergerie en te vluchten naar Londen.
In Londen was Barthélemy een bekende figuur onder de revolutionaire emigranten. Hij werkte mee aan het tijdschrift Les Veilles du Peuple, samen met onder meer Blanqui en Eugène Sue. In dit milieu kwam hij ook in contact met Karl Marx en Wilhelm Liebknecht. Hij leerde Marx schermen in een zaak aan Rathbone Place, en kwam ook bij hem thuis over de vloer. Marx' echtgenote Jenny moest niets van Barthélemy weten. Vriendschappelijker was zijn omgang met de Duitse radicaal August Willich. Volgens Liebknecht vonden de twee Marx te conservatief en smeedden ze plannen om hem te vermoorden. In 1850 reisde Barthélemy naar België voor een duel tussen Willich en de marxist Konrad Schramm. Barthélemy was Willichs secondant. Schramm raakte gewond, maar overleefde de confrontatie.
In 1852 vocht Barthélemy het laatste dodelijke duel in Engeland uit. Zijn tegenstander was Frédéric Cournet, een landgenoot die in juni 1848 ook een barricade had geleid, maar die een aanhanger was van Ledru-Rollin. Barthélemy nam aanstoot aan een opmerking van Cournet over een voormalige vriendin van hem. Het duel vond plaats op 19 oktober op Priest Hill, vlakbij Englefield Green. Cournet en Barthélemy, elk vergezeld door twee secondanten, reisden er per trein heen. Cournet liep een kogelwond op, terwijl Barthélemy ongedeerd bleef. 
De winnaar en zijn twee secondanten verlieten de plaats delict en keerden terug naar Londen. Cournet werd door een dokter naar de nabijgelegen pub de Barley Mow gebracht. Hij leed onder zijn verwondingen en stierf na enkele uren. Ondertussen was de politie van Surrey ingelicht, die naar Londen seinde dat Barthélemy op de trein zat, waardoor hij met zijn twee secondanten kon worden gearresteerd bij aankomst in station Waterloo. Daarbij waren veel Franse immigranten aanwezig, want ze hadden zich verzameld om de uitslag van het duel te horen. Sommigen zouden erop hebben gewed. 
Barthélemy en drie secondanten (de vierde had zich tijdig uit de voeten gemaakt) stonden terecht voor de Kingston Assizes. De jury achtte hen niet schuldig aan moord, maar wel aan doodslag. Toen het vonnis op 21 maart 1853 werd uitgesproken, zaten de vier beklaagden al vijf maanden in voorhechtenis. De rechter veroordeelde hen slechts tot twee bijkomende maanden gevangenisstraf.

## Moord en executie
In 1854 ging Barthélemy als ingenieur werken voor de frisdrankfabrikant George Moore. Op de avond van 8 december 1854 bezocht hij het huis van zijn werkgever in Warren Street, vergezeld door een vrouw. De aanvankelijk hartelijke ontmoeting eindigde in een handgemeen, waarbij Moore met een stok werd geslagen en vervolgens doodgeschoten. Toen Barthélemy het huis verliet, probeerde Charles Collard, een voormalige politieagent die in de buurt een groentewinkel hield, hem staande te houden, maar hij werd werd daarbij eveneens neergeschoten. Na een achtervolging werd Barthélemy door een andere omstander overmeesterd. Zijn vrouwelijke metgezel ontsnapte in de verwarring en zou nooit worden geïdentificeerd. 
Collard stierf de volgende dag aan zijn verwondingen en Barthélemy werd aangeklaagd voor moord (hoewel niet voor de dood van Moore). Hij werd verdedigd door Robert Collier QC. De jury achtte hem schuldig, maar liet dit oordeel vergezeld gaan van een aanbeveling voor genade. Deze werd door de rechters niet opgevolgd; Barthélemy kreeg de doodstraf.
Pas na de veroordeling gaf Barthélemy zijn versie van de feiten. Hij verklaarde dat zijn vrouwelijke metgezel geld tegoed had van Moore, dat hij haar had willen helpen, en dat het neerschieten van Collard per ongeluk was gebeurd tijdens hun worsteling. Andere versies suggereerden daarentegen dat Barthélemy had geprobeerd Moore te chanteren. In zijn werk Karl Marx: Biografische memoires schreef Liebknecht dat Barthélemy vóór de ontmoeting met Moore een moordaanslag op Napoleon III aan het beramen was. Die zou plaatsvinden tijdens een bal in het Tuilerieënpaleis waarvoor hij een toegangskaartje had bemachtigd. 
Tijdens de laatste dagen voor zijn executie schokte Barthélemy zijn bewakers en de priesters die op hem af werden gestuurd, door zicht te uiten als een stellige atheïst. Hij zei dat bidden tot God geen zin had, omdat God het touw niet zou breken wanneer hij werd opgehangen. Verder hield hij zich bezig met het aandachtig lezen van Paradise Lost, waarvan voor hem met enige moeite een Franse vertaling werd gevonden.
De publieke executie vond plaats op maandagochtend 22 januari 1855 in Newgate. Als laatste verzoek vroeg Barthélemy om een stuk papier in zijn hand te mogen houden tijdens het ophangen. Dit bleek later een brief te zijn van een Française genaamd Sophie. Er werd gespeculeerd dat zij de vrouw zou zijn geweest die bij de moord op Moore was, maar meer raakte daarover niet bekend.

## Culturele weerklank
Na Barthélemy's executie werd een wassen beeld van hem tentoongesteld in Madame Tussauds. Afbeeldingen van zijn dodenmasker zijn opgenomen in verschillende werken over frenologie.
Victor Hugo nam een kort relaas van Barthélemy's leven op in zijn roman Les Misérables uit 1862. In deel 5 wordt zijn barricade – hoewel afkomstig van een andere opstand – gedetailleerd beschreven. Ook Alexander Herzen en Alexis de Tocqueville schreven over zijn vete met Cournet.
Over hun duel werd in 2010 de Franse kortfilm Le Dernier duel uitgebracht. Barthélemy werd daarin gespeeld door André Refig. De film won een prijs op het British Independent Film Festival van 2011.
De schrijver Olivier Rolin nam de passage bij Victor Hugo tot vertrekpunt voor zijn historische roman Jusqu'à ce que mort s'ensuive (2024). Deze verscheen in het Nederlands onder de titel Tot de dood erop volgt. Bij een bladzijde uit Les Misérables.

## Voetnoten
1. ↑  Cervelli 2000, p. 277